# Stimmkreis Altötting
Der Stimmkreis Altötting (Stimmkreis 110 seit der Landtagswahl 2018, zuvor 109) ist ein Stimmkreis in Oberbayern. Er umfasst den Landkreis Altötting.

## Landtagswahl 2023
Zur Landtagswahl 2023 traten folgende Parteien und Direktkandidaten im Stimmkreis Altötting an und erzielten folgende Ergebnisse:
| Nr. | Direktkandidat     | Partei           | Erststimmen in % | Gesamtstimmen in % | Veränderung der Gesamtstimmen im Vergleich zur Landtagswahl 2018 in % |
| --- | ------------------ | ---------------- | ---------------- | ------------------ | --------------------------------------------------------------------- |
| 1   | Martin Huber       | CSU              | 41,2             | 39,9               | - 4,2                                                                 |
| 2   | Peter Áldozó       | GRÜNE            | 9,0              | 9,1                | - 2,4                                                                 |
| 3   | Mary Fischer       | Freie Wähler     | 16,0             | 17,8               | + 5,8                                                                 |
| 4   | Thomas Schwembauer | AfD              | 10,9             | 17,2               | + 6,4                                                                 |
| 5   | Jürgen Gastel      | SPD              | 6,0              | 5,9                | - 3,4                                                                 |
| 6   | Steffi Stiegler    | FDP              | 2,3              | 2,4                | - 1,1                                                                 |
| 7   | Michael Schnitker  | LINKE            | 0,8              | 0,9                | - 1,5                                                                 |
| 8   | Günther Steiger    | BP               | 1,2              | 1,1                | + 1,3                                                                 |
| 9   | Martin Antwerpen   | ÖDP              | 2,7              | 2,3                | + 0,5                                                                 |
| 10  | Simon Bürgel       | Die PARTEI       | 1,0              | 0,9                | + 0,9                                                                 |
| 11  | Anita Sellner      | Tierschutzpartei | 1,0              | 0,9                | + 0,6                                                                 |
| 12  | Brigitte Hauschild | V-Partei³        | 0,3              | 0,2                | + 0,1                                                                 |
| 13  | -                  | PdH              | -                | 0,1                | + 0,1                                                                 |
| 14  | Hans Schiffbahn    | dieBasis         | 1,1              | 1,1                | + 1,1                                                                 |
| 15  | -                  | Volt             | -                | 0,2                | + 0,2                                                                 |

## Landtagswahl 2018
Im Stimmkreis waren insgesamt 82.670 Einwohner wahlberechtigt. Die Landtagswahl 2018 am 14. Oktober 2018 hatte folgendes Ergebnis:
| Direktkandidat       | Partei               | Erststimmen in % | Gesamtstimmen in % | Veränderung der Gesamtstimmen im Vergleich zur Landtagswahl 2013 in % |
| -------------------- | -------------------- | ---------------- | ------------------ | --------------------------------------------------------------------- |
| Martin Huber         | CSU                  | 42,1             | 44,1               | - 10,9                                                                |
| Günther Knoblauch    | SPD                  | 10,0             | 9,3                | - 10,8                                                                |
| Joachim Kirchenbauer | Freie Wähler         | 14,2             | 12,0               | + 4,9                                                                 |
| Thorsten Kellermann  | GRÜNE                | 10,9             | 11,5               | + 6,1                                                                 |
| Rudolf Saller        | FDP                  | 3,7              | 3,5                | + 1,5                                                                 |
| Patrick Nitzsche     | LINKE                | 2,4              | 2,4                | + 1,0                                                                 |
| Simon Stitzl         | BP                   | 2,4              | 2,4                | - 0,2                                                                 |
| Johann Huber         | ÖDP                  | 2,3              | 1,8                | - 0,7                                                                 |
| Dorothea Weinlich    | PIRATEN              | 0,5              | 0,5                | - 1,3                                                                 |
| Thomas Schwembauer   | AfD                  | 10,9             | 10,8               | + 10,8                                                                |
| Thomas Meier         | mut                  | 0,5              | 0,5                | + 0,5                                                                 |
| -                    | Die Humanisten       | -                | 0,0                | 0                                                                     |
| -                    | Die Partei           | -                | 0,3                | + 0,3                                                                 |
| -                    | Gesundheitsforschung | -                | 0,1                | + 0,1                                                                 |
| -                    | Tierschutzpartei     | -                | 0,3                | + 0,3                                                                 |
| -                    | V-Partei³            | -                | 0,1                | + 0,1                                                                 |

Der Stimmkreis wird im Landtag durch den erstmals direkt gewählten Abgeordneten Martin Huber (CSU) vertreten. Der bisherige SPD-Abgeordnete Günther Knoblauch schied aufgrund der Verluste seiner Partei aus dem Parlament aus.

## Landtagswahl 2013
Im Stimmkreis waren insgesamt 82.685 Einwohner wahlberechtigt. Die Wahlbeteiligung betrug 62,0 %. Die Landtagswahl 2013 am 15. September 2013 hatte folgendes Ergebnis:
| Direktkandidat           | Partei       | Erststimmen in % | Gesamtstimmen in % | Veränderung der Gesamtstimmen im Vergleich zur Landtagswahl 2008 in % |
| ------------------------ | ------------ | ---------------- | ------------------ | --------------------------------------------------------------------- |
| Ingrid Heckner           | CSU          | 49,9             | 55,0               | + 8,5                                                                 |
| Günther Knoblauch        | SPD          | 21,2             | 20,4               | + 2,7                                                                 |
| Manfred Zallinger        | Freie Wähler | 9,3              | 7,1                | −3,4                                                                  |
| Monika Pfriender         | GRÜNE        | 5,8              | 5,4                | - 2,4                                                                 |
| Sandra Bubendorfer-Licht | FDP          | 1,9              | 2,0                | - 5,5                                                                 |
| Ernst Tuppen             | LINKE        | 1,5              | 1,5                | - 1,9                                                                 |
| Johann Huber             | ÖDP          | 3,2              | 2,5                | + 0,5                                                                 |
| Günther Vogl             | REP          | 1,6              | 1,3                | - 0,4                                                                 |
| Rupert Mayerhofer        | BP           | 3,0              | 2,5                | + 1,4                                                                 |
| Josef Perschl            | BüSo         | 0,5              | 0,3                | 0                                                                     |
| -                        | Die Freiheit | -                | 0,1                | + 0,1                                                                 |
| Johann Kähsmann          | PIRATEN      | 1,9              | 1,8                | + 1,8                                                                 |

## Landtagswahl 2008
Bei der Landtagswahl 2008 waren im Stimmkreis 82.425 Einwohner wahlberechtigt. Die Wahlbeteiligung betrug 56,4 %. Die Wahl hatte folgendes Ergebnis:
| Direktkandidat           | Partei       | Erststimmen in % | Gesamtstimmen in % | Veränderung der Gesamtstimmen im Vergleich zur Landtagswahl 2003 in % |
| ------------------------ | ------------ | ---------------- | ------------------ | --------------------------------------------------------------------- |
| Ingrid Heckner           | CSU          | 45,4             | 46,5               | - 21,4                                                                |
| Günter Zellner           | SPD          | 18,2             | 17,7               | + 1,9                                                                 |
| Monika Pfriender         | GRÜNE        | 6,1              | 7,8                | + 2,9                                                                 |
| Elmar Wibmer             | Freie Wähler | 12,4             | 10,5               | + 8,9                                                                 |
| Arndt Schlosser          | FDP          | 7,8              | 7,5                | + 4,7                                                                 |
| Gerhard Kraus            | REP          | 1,7              | 1,7                | - 1,8                                                                 |
| Wilfried Rahe-Rettenbeck | ödp          | 2,2              | 2,0                | + 0,2                                                                 |
| Erich Wimmer             | BP           | 1,2              | 1,2                | + 0,3                                                                 |
| Franz Maier              | BüSo         | 0,4              | 0,3                | - 0,3                                                                 |
| -                        | BB           | -                | -                  | 0,0                                                                   |
| Wolfgang Thomas          | LINKE        | 3,4              | 3,4                | + 3,4                                                                 |
| -                        | VIOLETTE     | -                | 0,2                | + 0,2                                                                 |
| Johann Unterstaller      | NPD          | 1,1              | 1,1                | + 1,1                                                                 |